# Tall Umm al Athl
Tall Umm al Athl är en kulle i Egypten.   Den ligger i guvernementet Faijum, i den centrala delen av landet, 60 km söder om huvudstaden Kairo. Toppen på Tall Umm al Athl är 19 meter över havet.
Terrängen runt Tall Umm al Athl är platt.  Trakten runt Tall Umm al Athl är nära nog obefolkad, med mindre än två invånare per kvadratkilometer. Närmaste större samhälle är Ţāmiyah, 9,0 km söder om Tall Umm al Athl. Trakten runt Tall Umm al Athl är ofruktbar med lite eller ingen växtlighet.